# Степанов, Сергей Константинович
Сергей Константинович Степанов (род. 3 декабря 1999 года, Новосибирская область) — российский борец классического стиля. Трехкратный чемпион России. Победитель чемпионата Европы до 23 лет. Мастер спорта международного класса по греко-римской борьба.

## Биография
Родился в селе Легостаево Новосибирской области. С 6 лет начал тренироваться по греко-римской борьбе вместе со своим старшим братом Евгением, первым тренером Сергея был Роман Зеленцов.

## Спортивная карьера
В 2016 году победил на первенстве России среди кадетов в весе до 63 кг, он отправился на первенство Европы и мира среди кадетов, где стал вторым. В 2017 году на первенстве Европы в Германии выиграл бронзовую медаль в категории до 66 кг. В 2019 году стал третьим на первенстве Европы среди юниоров в Испании. На первенстве мира 2019 в Эстонии стал победителем в весовой категории до 72 кг. В 2020 году стал победителем Кубка Министра Обороны РФ, где в финале он победил чемпиона мира Чингиза Лабазанова из Ростовской области в весе до 77 кг. В 2021 году стал победителем первенства Европы до 23 лет а также бронзовым призёром первенства мира до 23 лет. На чемпионате России 2023 стал первым, победив в финале чемпиона мира и Европы Абуязида Манцигова из Владимирской области в весовой категории до 77 кг. На турнире серии лиги Поддубного 4 Степанов одолел чемпиона мира из Армении Малхаса Амояна. В начале 2024 года стал во второй раз чемпионом страны в весе до 77 кг, одолев вице-чемпиона мира из Тюменской области Сергея Кутузова. В июне 2024 года стал чемпионом Спортивных игр БРИКС. В июне 2025 года стал в третий раз чемпионом России весе до 77 кг.

## Спортивные достижения
- 2023, 2024, 2025 Чемпионат России — ;
- 2022 Всероссийская спартакиада — ;
- 2021 Первенство Европы до 23 лет — ;
- 2021 Первенство мира до 23 лет — ;
- 2019 Первенство мира среди юниоров — ;
- 2019 Первенство Европы среди юниоров — ;
- 2017 Первенство мира среди юниоров — ;
- 2024 Спортивные игры БРИКС — ;